# Lista de representantes permanentes do Panamá nas Nações Unidas
Esta é uma lista de representantes permanentes do Panamá, ou outros chefes de missão, junto da Organização das Nações Unidas em Nova Iorque.
O Panamá foi um dos Estados fundadores das Nações Unidas e é membro desde 13 de novembro de 1945.
| Início | Término | Representante permanente (Chefe de missão) | Cargo                    | Credenciais |
| ------ | ------- | ------------------------------------------ | ------------------------ | ----------- |
| 1945   | 1947    | Germán G. Guardia J.                       | Representante permanente |             |
| 1948   | 1950    | Mario de Diego                             | Representante permanente |             |
| 1952   | 1954    | Eusebio A. Morales                         | Representante permanente |             |
| 1955   | 1957    | Roberto de la Guardia                      | Representante permanente |             |
| 1957   | 1959    | Alejandro Remón Cantera                    | Representante permanente |             |
| 1959   | 1960    | Jorge Illueca                              | Representante permanente |             |
| 1961   | 1962    | Enrique A. Jiménez                         | Representante permanente |             |
| 1962   | 1976    | Aquilino Boyd                              | Representante permanente |             |
| 1976   | 1981    | Jorge Illueca                              | Representante permanente |             |
| 1981   | 1983    | Carlos Ozores                              | Representante permanente |             |
| 1985   | 1985    | Aquilino Boyd                              | Representante permanente |             |
| 1985   | 1987    | David Samudio                              | Representante permanente |             |
| 1987   | 1988    | Jorge E. Ritter                            | Representante permanente |             |
| 1988   | 1989    | Leonardo Kam                               | Representante permanente |             |
| 1989   | 1989    | Oscar E. Ceville                           | Representante permanente |             |
| 1990   | 1990    | Eduardo Vallarino                          | Representante permanente |             |
| 1990   | 1992    | Cesar Pereira Burgos                       | Representante permanente |             |
| 1992   | 1994    | Carlos Arosemena Arias                     | Representante permanente |             |
| 1994   | 1997    | Jorge Illueca                              | Representante permanente |             |
| 1997   | 1999    | Aquilino Boyd                              | Representante permanente | 1997-05-28  |
| 1999   | 2004    | Ramón A. Morales                           | Representante permanente | 1999-12-02  |
| 2004   | 2009    | Ricardo Alberto Arias                      | Representante permanente | 2004-09-17  |
| 2009   | 2009    | Yavel Francis Lanuza                       | Representante permanente | 2009-03-16  |
| 2009   | 2014    | Pablo Antonio Thalassinós                  | Representante permanente | 2009-07-17  |
| 2014   | atual   | Laura E. Flores H.                         | Representante permanente | 2014-09-04  |